# John Robb
John David Robb (* 4. května 1961 Fleetwood) je anglický zpěvák, baskytarista a novinář.
V roce 1977 založil s kamarádem z univerzity Markem Tiltonem punkovou skupinu The Membranes, která po vydání několika singlů debutovala v roce 1983 albem Crack House. V průběhu let se v kapele vystřídalo více hudebníků, Tilton odešel v roce 1985 a Robb zůstává jediným členem, který ve skupině působí po celou dobu její existence. V letech 1990 až 2009 byla kapela neaktivní, od obnovení vydala několik dalších alb. V mezidobí působil Robb ve dvou jiných kapelách, v letech 1990 a 1993 vydal dva singly s kapelou Sensuround a později vydal několik alb s Gold Blade. V roce 2020 vydal v rámci lockdownového projektu Spectral singl „Zip Zap Zoom“ s hostujícím Shaunem Ryderem z kapely Happy Mondays.
Kromě aktivní hudební kariéry se věnuje žurnalistice, přispívá nebo přispíval mj. do periodik Sounds, The Guardian a ZigZag. V roce 2010 založil vlastní kulturní server Louder Than War, po roce 2015 vycházející rovněž v tistěné podobě. Je autorem několika knih, například o kapelách The Stone Roses a The Charlatans a hudební a kulturní scéně, jíž byl součástí coby člen kapely The Membranes. Byl dlouholetý vegetarián, později vegan.